# Joe Pantoliano
Joseph Pantoliano, dit Joe Pantoliano, est un acteur, réalisateur, scénariste et producteur américain, né le 12 septembre 1951 à Hoboken (New Jersey).

## Biographie

### Enfance
Joseph Peter Pantoliano naît en 1951 dans le New Jersey dans une famille d'origine italienne.

### Carrière
Il commence sa carrière au théâtre, joue dans Risky Business au côté du jeune Tom Cruise et enchaîne sous la direction de Steven Spielberg dans l'Empire du soleil. En 1995, il joue le rôle d'un capitaine de police à bout de nerf dans le film Bad Boys de Michael Bay.
La même année, il fait la connaissance des Wachowski, pour leur premier film Bound. C'est dans un autre de leur film qu'il va acquérir une renommée internationale, puisqu'il jouera le personnage de Cypher dans le film Matrix. Il partage ensuite l'affiche avec Guy Pearce dans Memento, un film à petit budget qui fut un des « succès surprise » de l'année 2000. On peut le revoir dans Bad Boys 2, puis dans le blockbuster Daredevil.
Enfin, il est également connu pour avoir interprété le rôle du mafioso excentrique Ralph Cifaretto dans les saisons 3 et 4 de la série Les Soprano. Ce rôle lui permettra par ailleurs de gagner un Emmy Award du « Outstanding Supporting Actor » dans une série dramatique en 2003.

## Filmographie

### Cinéma
- 1974 : Road movie de Joseph Strick : Mugger
- 1974 : Ma femme est dingue (For Pete's Sake) de Peter Yates : le policier qui met Mark dans une voiture de police
- 1980 : Le Temps du rock'n'roll (The Idolmaker) de Taylor Hackford : Gino Pilato
- 1982 : Monsignor de Frank Perry : Musso
- 1983 : The Final Terror d'Andrew Davis : Eggar
- 1983 : Risky Business de Paul Brickman : Guido
- 1983 : Eddie and the Cruisers de Martin Davidson : Doc Robbins
- 1985 : Un été pourri (The Mean Season) de Phillip Borsos : Andy Porter
- 1985 : Les Goonies (The Goonies) de Richard Donner : Francis Fratelli
- 1986 : Deux Flics à Chicago (Running Scared) de Peter Hyams : Snake
- 1987 : Scenes from the Goldmine de Marc Rocco : Manny
- 1987 : The Squeeze de Roger Young : Norman
- 1987 : La Bamba de Luis Valdez : Bob Keene
- 1987 : Cheeseburger film sandwich (Amazon Women on the Moon) de John Landis : Sy Swerdlow (sketch Hair Looming)
- 1987 : Empire du soleil (Empire of the Sun) de Steven Spielberg : Frank Demarest
- 1988 : The In Crowd de Mark Rosenthal : Perry Parker
- 1988 : Midnight Run de Martin Brest : Eddie Moscone
- 1989 : Golden Ninjas : Sarak
- 1990 : Deux Flics à Downtown (Downtown) de Richard Benjamin : White
- 1990 : L'Enfer bleu (The Last of the Finest) de John Mackenzie : Wayne Gross
- 1990 : Short Time de Gregg Champion : Scalese
- 1990 : Backstreet Dreams de Rupert Hitzig et Jason O'Malley : Paul Antangeli
- 1991 : Zandalee de Sam Pillsbury : Gerri
- 1992 : 4 New-yorkaises (Used People) de Beeban Kidron : Frank
- 1993 : Three of Hearts de Yurek Bogayevicz et Mitch Glazer : Mickey
- 1993 : Le Fugitif (The Fugitive) d'Andrew Davis : Cosmo Renfro
- 1993 : Calendar Girl de John Whitesell : Harvey Darpinian
- 1993 : Kid et le Truand (Me and the Kid) de Dan Curtis : Roy
- 1994 : Teresa's Tattoo de Julie Cypher : Bruno
- 1994 : The Flight of the Dove de Steve Railsback : l'avocat Brezner
- 1994 : Bébé part en vadrouille (Baby's Day Out) de Patrick Read Johnson : Norby
- 1994 : Golddigger, mon ami robot (Robot in the Family) de Mark Harry Richardson et Jack Shaoul : le père
- 1995 : Immortals de Bryan Grant : Pete Tunnell
- 1995 : Bad Boys de Michael Bay : le capitaine C. Howard
- 1995 : Congo de Frank Marshall : Eddie Ventro
- 1995 : The Last Word de Mark Pellington : Doc
- 1995 : Faux frères, vrais jumeaux (Steal Big Steal Little) d'Andrew Davis : Eddie Agopian, avocat de Ruben
- 1996 : Bound des Wachowski : Caesar
- 1997 : Les Rapaces (Top of the World) de Sidney J. Furie : Vince Castor
- 1997 : Tinseltown de Tony Spiridakis : Arnie
- 1998 : U.S. Marshals de Stuart Baird : Cosmo Renfro
- 1998 : Parrain malgré lui (Hoods) de Mark Malone : Charlie Flynn
- 1999 : The Taxman de Avi Nesher: Al Benjamin
- 1999 : New Blood : Hellman
- 1999 : Un vent de folie (Forces of Nature) de Bronwen Hughes : le conducteur de taxi
- 1999 : Matrix (The Matrix) des Wachowski : Cypher
- 1999 : Black and White de James Toback : Bill King
- 1999 : The Life Before This de Jerry Ciccoritti : Jake Maclean
- 2000 : Ready to Rumble de Brian Robbins : Titus Sinclair
- 2000 : Memento de Christopher Nolan : John Edward Gammell (Teddy)
- 2000 : A Better Way to Die de Scott Wiper : Flash
- 2001 : Comme chiens et chats (Cats and Dogs) de Lawrence Guterman : Peek (voix)
- 2002 : A Call for Help de Michael Thau : Charlie
- 2002 : Pluto Nash (The Adventures of Pluto Nash) de Ron Underwood : Mogan
- 2003 : Daredevil de Mark Steven Johnson : Ben Urich
- 2003 : Bad Boys 2 (Bad Boys II) de Michael Bay : le capitaine Howard
- 2003 : Silver Man de Peter Foldy: Norbert
- 2004 : Second Best d'Eric Weber : Elliot
- 2004 : Perfect Opposites de Matt Cooper: Louis Carbonelli
- 2005 : Zig Zag, l'étalon zébré (Racing Stripes) de Frederik Du Chau : Oie (voix)
- 2005 : The Check Up (court métrage) : l'inspecteur
- 2005 : The Easter Egg Adventure de John Michael Williams : Terrible Timmy Takit (voix)
- 2005 : The Amateurs (The Moguls) de Michael Traeger : Some Idiot
- 2006 : Larry the Cable Guy: Health Inspector de Trent Cooper :  Mayor M.T. Gunn
- 2006 : Mariage Express (Wedding Daze ou The Pleasure of Your Company) de Michael Ian Black : Smitty
- 2006 : Canvas de Joseph Greco : John Marino
- 2006 : Blackout de Simon Brand : l'homme attaché
- 2009 : Falling Up de David M. Rosenthal : George
- 2009 : The Job de Shem Bitterman : Perriman
- 2010 : Percy Jackson : Le Voleur de foudre (Percy Jackson & the Olympians: The Lightning Thief) de Chris Columbus : Gabe Ugliano
- 2010 : Deadly Impact de Robert Kurtzman : David Kaplow
- 2010 : Comme chiens et chats : La Revanche de Kitty Galore (Cats & Dogs: The Revenge of Kitty Galore) de Brad Peyton : Peek (voix)
- 2010 : The Legend of Secret Pass de Steve Trenbirth : Chuckster (voix)
- 2011 : Run or Die de Michael Corrente : Carl
- 2011 : Jeremy Fink and the Meaning of Life de Tamar Halpern : Oswald Oswald III
- 2014 : The Identical de Dustin Marcellino : Avi Hirshberg
- 2016 : The Perfect Match de Bille Woodruff : Marty
- 2017 : Random Tropical Paradise  de Sanjeev Sirpal : Vincent Gambazzo
- 2017 : Just Getting Started de Ron Shelton : Joey
- 2018 : Happy Anniversary de Jared Stern : Aldo
- 2018 : The Brawler de Ken Kushner : Al Braverman
- 2018 : Short Straw de Steve Balderson : Père Jack
- 2019 : From the Vine de Sean Cisterna : Marco Gentile
- 2019 : Feast of the Seven Fishes de Robert Tinnell : Oncle Franckie
- 2020 : Bad Boys for Life d'Adil El Arbi et Bilall Fallah : le capitaine Howard
- 2021 : L'Ombre du passé (Hide and Seek) de Joel David Moore : Colin Carmichael
- 2024 : Bad Boys: Ride or Die d'Adil El Arbi et Bilall Fallah : le capitaine Howard

### Télévision

#### Téléfilms
- 1978 : More Than Friends : Ralph
- 1980 : Alcatraz: The Whole Shocking Story : Ray Neal
- 1984 : Mister Roberts : Insigna
- 1987 : Destination America : Lt. Mike Amico
- 1988 : Rock 'n' Roll Mom : Ronnie
- 1989 : Nightbreaker : Sgt. Russell
- 1990 : El Diablo de Peter Markle : Kid Durango
- 1991 : One Special Victory : Daniel
- 1992 : Piège à domicile (Through the Eyes of a Killer) : Jerry
- 1994 : Dangerous Heart : Barclay
- 1996 : Ed McBain's 87th Precinct: Ice : Meyer Meyer
- 1997 : Natural Enemy : Stuart
- 1999 : Olive, the Other Reindeer : Martini (voix)

#### Séries télévisées
- 1978 : Free Country : Louis Peschi
- 1979 : Tant qu'il y aura des hommes (From Here to Eternity) : Pvt. Angelo Maggio
- 1981 : Pour l'amour du risque (Hart to Hart) : (saison 2, épisode 17 : Tout n'est qu'apparence)
- 1983 : Le Juge et le Pilote (Hardcastle and McCormick) : Teddy Hollins (saison 1, épisode 4 : Le Canard de cristal)
- 1985 : Histoires fantastiques (Amazing Stories) : Joe, le barman (saison 1, épisode 15 : Le Dernier Verre)
- 1985 : Robert Kennedy & His Times : Roy Cohn
- 1986 : La Loi de Los Angeles : Rob Cavanaugh
- 1989 : Les Contes de la Crypte (Saison 1, épisode 3 : Ulric et les neuf vies du chat (Dig that cat... he's real gone))
- 1990 : The Fanelli Boys : Dominic Fanelli
- 1992 : Les Contes de la Crypte : Croupier du Casino (Saison 4, épisode 11 : Dédoublement de personnalité (Split Personality))
- 1992 : Highlander : Dr Wilder (saison 1, épisode 8 : Médecine mortelle)
- 1994 : Beethoven : Sparky (voix)
- 1995 : New York Police Blues (NYPD Blue) : Vinnie Greco
- 1996 : EZ Streets (EZ Streets) : Jimmy Murtha
- 1998 : The Lionhearts (voix)
- 1998 : Godzilla, la série : Animal Palotti (voix)
- 1999 : Au-delà du réel : L'aventure continue : Stan Harbinger (Saison 5, épisode 1)
- 1999 : Sugar Hill : Joe
- 2001 : Les Soprano (The Sopranos) : Ralph Cifaretto (2001-2002)
- 2002 : Roswell : Kal Langley
- 2003 : FBI : Opérations secrètes (The Handler) : Joe Renato
- 2004 : Dr Vegas (Dr. Vegas) : Tommy Canterna
- 2015 : Sense8 : Michael Gorski
- 2020-2021 : MacGyver : Eric Andrews (saison 5, épisodes 3 et 10)
- 2022 : Chucky : lui-même (saison 2, épisode 4)
- 2024 : Dexter : Les Origines : Mad Dog
- 2025 : The Last of Us : Eugene (saison 2, épisode 6)

### Jeux vidéo
- 2001 : Grand Theft Auto III : Luigi Goterelli (voix originale)
- 2013 : Call of Duty: Black Ops II : dans la carte zombie « Mob of the Dead », Albert Arlington alias La Fouine (voix originale)

### Comme producteur
- 1994 : Robot in the Family
- 1995 : Immortals
- 1995 : The Last Word
- 1997 : Tinseltown
- 2004 : Second Best

### Comme réalisateur
- 2003 : Just Like Mona - également scénariste

## Voix francophones
En France, Philippe Peythieu, Marc Saez, Jacques Bouanich et Nicolas Marié sont les voix françaises les plus régulières de Joe Pantoliano.
Au Québec, Jean-Luc Montminy est la voix québécoise la plus régulière de l'acteur.